# Werrahaufen
Der Werrahaufen war ein Zusammenschluss von Bauern und Handwerkern im Deutschen Bauernkrieg 1525 im Südwesten des heutigen Thüringen. Benannt war dieser Heerhaufen nach dem landschaftsprägenden Fluss Werra.

## Geschichte

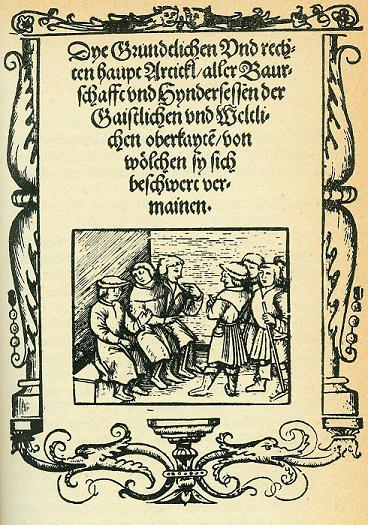
Die Zwölf Artikel von Memmingen (1525)

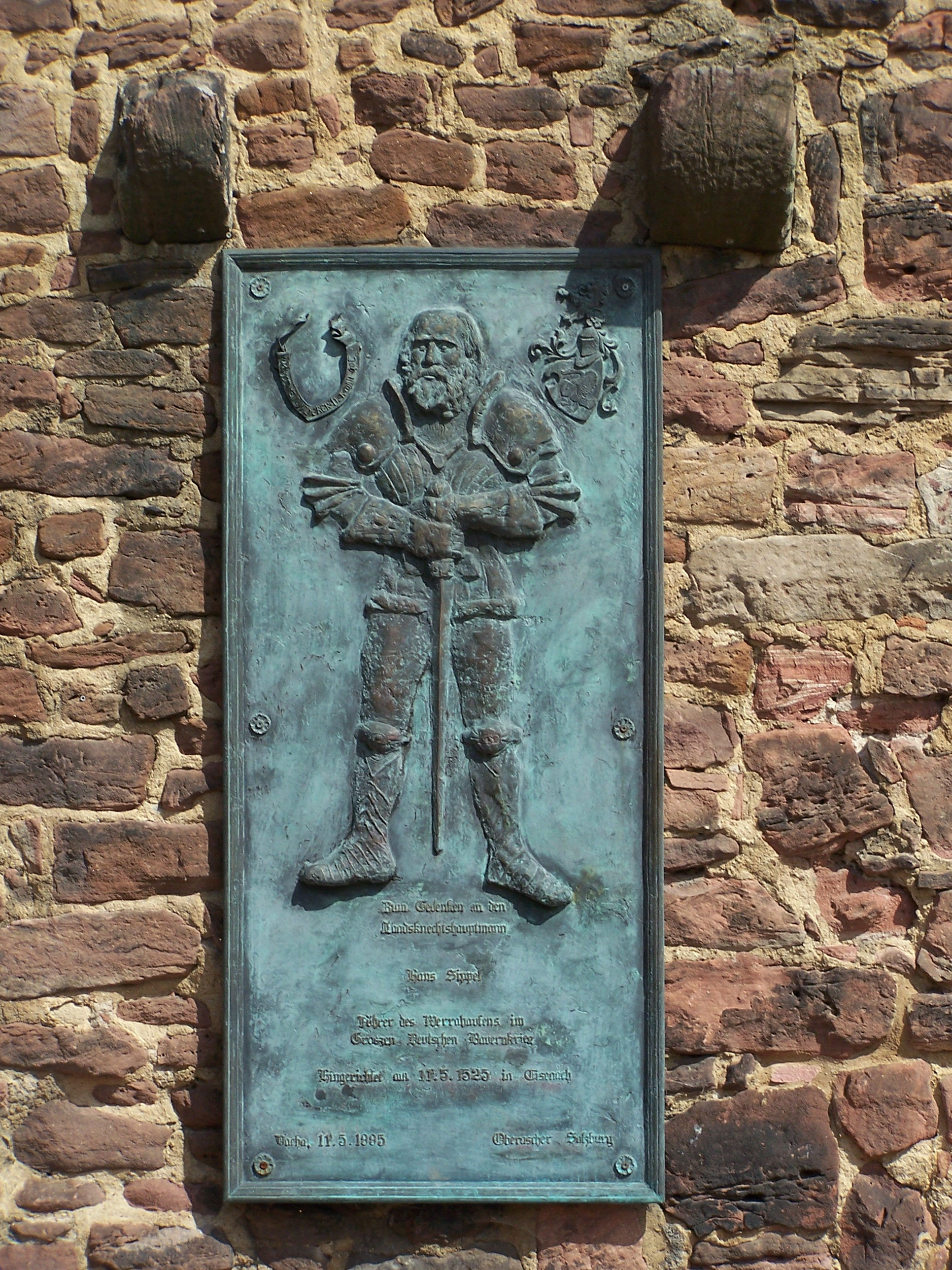
Gedenktafel für Hans Sippel in Vacha

Hans Sippel, ein Bürger aus Vacha, war der Anführer des Werrahaufens der aufständischen Bauern. Von Vacha kommend, zog der anfangs aus ca. 8000 Bauern und Handwerkern bestehende Haufen in die Stadt Salzungen ein, wo sich ihm unter massiven Drohungen zahlreiche Bürger anschlossen. Daraufhin zog das Bauernheer mit nunmehr knapp 10.000 Aufständischen im April 1525 das Werratal aufwärts. Der Werrahaufen lagerte am 23. April 1525 vor der Stadt Lengsfeld. Der 1514 aus der Landgrafschaft Hessen verbannte ehemalige hessische Landhofmeister Ludwig I. von Boyneburg musste die Forderungen der Bauern unterschreiben, ihnen 500 Meißnische Gulden zahlen und den Werrahaufen als Geisel auf dem Feldzug in Richtung Meiningen begleiten. 
Am 24. April wurde Frauenbreitungen erreicht, wo die Bauern das Nonnenkloster plünderten und das Herrenbreitunger Kloster kampflos einnahmen. In diesem Zusammenhang nutzten Bauern umliegender Dörfer die Gelegenheit, um die ihnen verhassten Zwingburgen Burg Frankenberg und Wallenburg zu zerstören.
Am 27. April erreichte der Werrahaufen Schmalkalden. Die Stadt war in verteidigungsbereitem Zustand, aber die Mehrzahl der Ratsherren wollte keiner Belagerung zustimmen. Insgeheim hoffte man, nach dem Sieg über die hennebergischen und hessischen Landesherren den Status einer Freien Reichsstadt zu erlangen. Daher kam es in Schmalkalden mit der Entmachtung und Vertreibung der stadtherrschaftlichen Vögte zu einer eintägigen innerstädtischen Revolte, die sich zunächst gegen die in der Stadt lebenden jüdischen Bankiers und Kaufleute richtete (es galt Schuldscheine zu begleichen); gleichzeitig verschaffte sich ein Teil der besitzlosen Einwohner Zutritt in das Augustiner-Kloster am Schmiedhof und plünderte die Güter und Höfe der Stiftsgeistlichkeit. Als Rentmeister des Haufens urteilte der Schmalkalder Sichelschmied Stefan Mann in Standprozessen missliebige Bürger ab. Der Rat gab sich geschlagen und nahm die Zwölf Artikel von Memmingen an. Der Bürgermeister Christoph Müller trat dem Bauernheer als Hauptmann bei und verstärkte die Streitmacht mit Feuerwaffen und Munition aus dem städtischen Zeughaus. Anschließend zog der Werrahaufen nach der Walpurgisnacht am 1. Mai 1525 weiter flussaufwärts in Richtung der würzburgischen Stadt Meiningen. Inzwischen war das Heer auf ca. 13.000 Personen angewachsen. Am 2. Mai 1525 wurde das Untere Tor in Meiningen erreicht, wo der Werrahaufen die Information über das bereits erfolgte Bündnis der Stadt Meiningen mit dem Bauernheer Bildhäuser Haufen erhielt und sich somit die Besetzung der Stadt erübrigt hatte. Nachdem Graf Wilhelm IV. von Henneberg-Schleusingen (1478–1559) die Zwölf Artikel der Bauern anerkannt hatte, löste sich der Werrahaufen auf.
Die Anführer der aufständischen Bauern zogen nach Eisenach und wollten mit der Obrigkeit verhandeln. Man lockte die Anführer in die Stadt, nahm sie sofort gefangen und machte ihnen den Prozess, in dem sie zum Tode verurteilt wurden. Am 11. Mai 1525 wurden die auf der Wasserburg Klemme inhaftierten Anführer des Werrahaufens auf dem Marktplatz in Eisenach hingerichtet. Enthauptet wurden Hans Sippel aus Vacha, Jakob Töpfer aus Berka/Werra, Jörg Hain aus Witzelroda, Herrmann Stork aus Eisenach und Heinz Bittemer aus Nesselröden. Ein Gedenkkreuz im Pflaster des Eisenacher Marktes erinnert an die Hinrichtung. An der Burg Wendelstein in Vacha erinnert eine Gedenktafel an Hans Sippel.